# Personaggi di The Beverly Hillbillies
Questa è una lista dei personaggi della serie televisiva The Beverly Hillbillies.

## I Clampett
- J.D. "Jed" Clampett (stagioni 1-9), interpretato da Buddy Ebsen, doppiato in italiano da Riccardo Garrone.[1]
Nonostante sia poco istruito, Jed Clampett possiede molto buon senso. Jed è il figlio di Luke Clampett e ha una sorella di nome Myrtle. Uno dei personaggi principali dello show, Jed è un uomo semplice ma di buon cuore ed è apparentemente il capo-famiglia. La moglie di Jed (la madre di Elly May) è morta da tempo e si chiamava Rose Ellen. Jed è un esperto tiratore ed è estremamente leale verso la sua famiglia. La scoperta del giacimento di petrolio nella sua proprietà dà il via alla sua scalata verso i quartieri alti di Beverly Hills. Anche se sente forte la nostalgia per le sue montagne, fa del suo meglio per ambientarsi nella nuova realtà. Spesso, quando non trova la soluzione di un problema, è solito sedersi sulla soglia di casa fino a quando la risposta non gli viene in mente. Jed è uno degli unici tre personaggi che appaiono in tutti i 274 episodi della serie.
- Daisy May Moses (stagioni 1-9), interpretata da Irene Ryan, doppiata in italiano da Annarosa Garatti.[1]
Confidenzialmente chiamata "nonna" ("granny") da tutti (parenti e non), è la suocera di Jed. Paul Henning, il creatore/produttore della serie, scartò subito l'idea che ella potesse essere la madre di Jed, perché sarebbero cambiate le dinamiche dello show, rendendo la nonna la matriarca della famiglia e quindi Jed a lei subordinato. Talvolta nonna può essere aggressiva ma viene spesso tenuta a freno da Jed. In cuor suo è una fervente sostenitrice degli Stati Confederati d'America, prende sempre le difese del Presidente Jefferson Davis, della bandiera, e dello stile di vita semplice e ruspante. Piccola e minuta, nonna si porta dietro frequentemente un fucile a doppia canna, caricato a pallettoni di sale e non si fa scrupoli ad usarlo. Senza occhiali è praticamente cieca. Ha il terrore degli indiani e delle piscine (non sapendo nuotare e avendo paura dell'acqua).
Il nome del personaggio, Daisy Moses, è un omaggio alla popolare artista folk Anna Mary Robertson, conosciuta come Grandma Moses. (Grandma Moses morì nel 1961, un anno prima del debutto televisivo di Beverly Hillbillies). Spesso viene chiamata "nonna Clampett" ma tecnicamente il suo cognome è Moses. Nonna appare in tutti e 274 gli episodi.
- Elly May Clampett (stagioni 1-9), interpretata da Donna Douglas, doppiata in italiano da Emanuela Fallini.[1]
È l'unica figlia di Jed e Rose Ellen Clampett, è una bellezza campagnola con il corpo di una pinup e l'anima di un maschiaccio. Ama gli animali, che spesso considera migliori delle persone. È assolutamente incapace di cucinare. Durante l'ultima stagione delle serie, Elly May va a lavorare come segretaria in una banca quando Jed e nonna la convincono che è ora che si "trovi un marito".
- Jethro Bodine (stagioni 1-9), interpretato da Max Baer Jr., doppiato in italiano da Rino Bolognesi.[1]
È il figlio della cugina di Jed, Pearl Bodine. Nonostante sia stato a scuola, Jethro è un idiota totale, ingenuo e credulone anche se grande e grosso all'apparenza. All'inizio della serie, Jethro è semplicemente uno sprovveduto ma con il proseguire della serie diventa sempre più ignorante e presuntuoso. A Beverly Hills, decide di iscriversi al college. È un mangiatore da competizione. Molte puntate della serie vertono sui tentativi di Jethro di decidere che professione intraprendere da "grande", con ipotesi quali neurochirurgo, pilota, spia, produttore hollywoodiano, ecc...

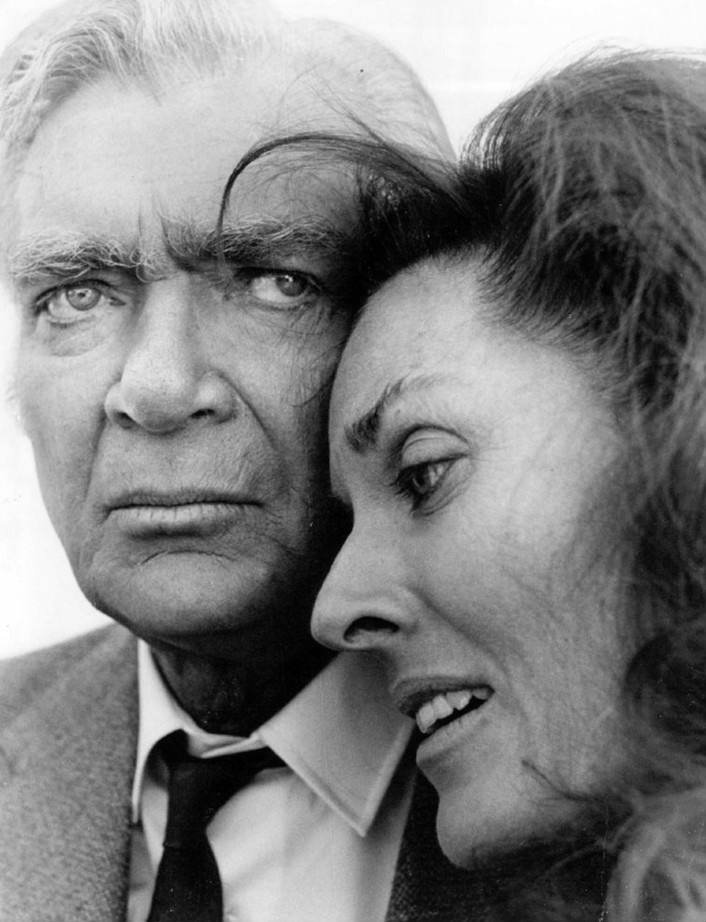
Buddy Ebsen, interprete di Milburn Drysdale
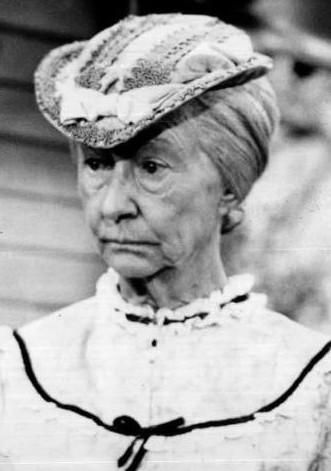
Irene Ryan, interprete di Daisy May Moses
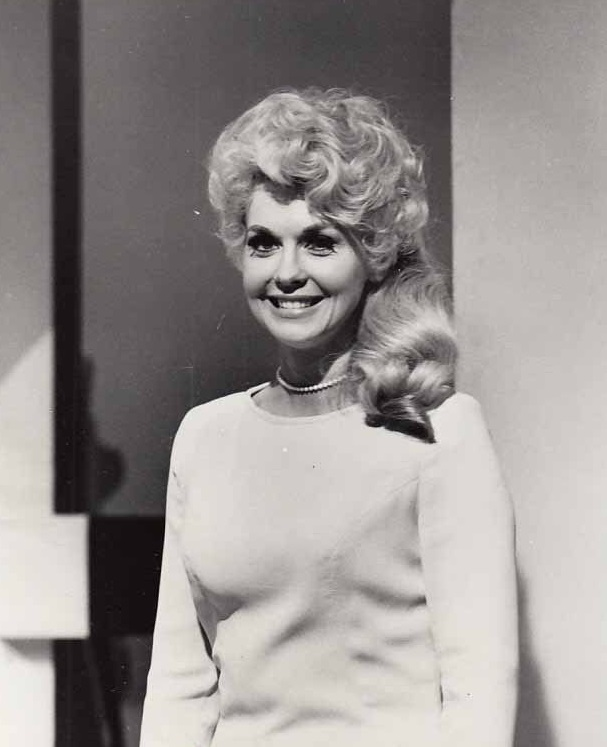
Donna Douglas, interprete di Elly May Clampett
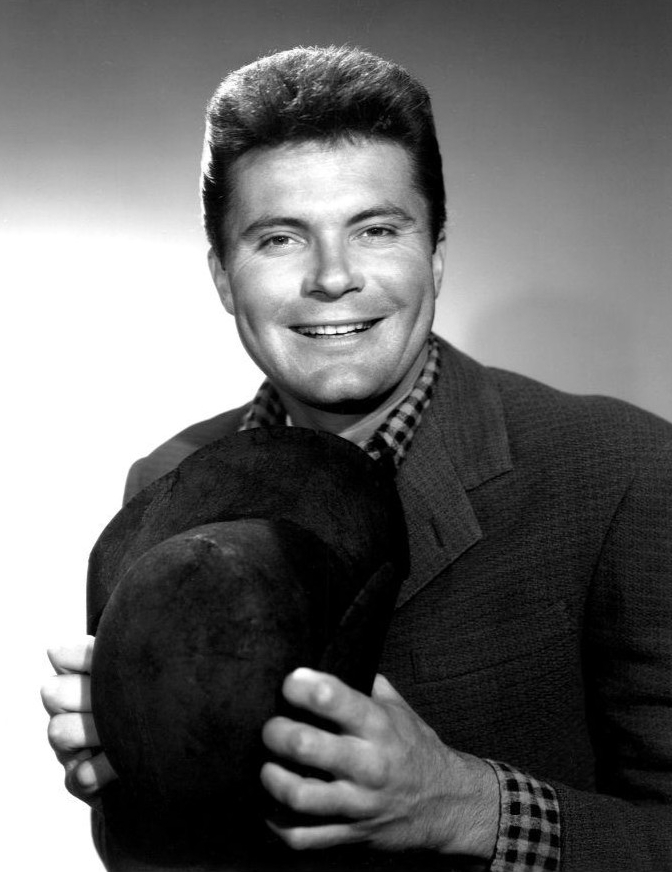
Max Baer Jr., interprete di Jethro Bodine

## I Drysdale
I Drysdale sono i vicini di casa dei Clampett.
- Milburn Drysdale (stagioni 1-9), interpretato da Raymond Bailey, doppiato in italiano da Sergio Gibello.[1]
È il presidente della Camera di Commercio e direttore della banca che gestisce il patrimonio della famiglia. Estremamente attaccato al denaro, quando ha un attacco di panico si risolleva "sniffando" una mazzetta di banconote. Interessato a tenere il denaro dei Clampett nella propria banca, il signor Drysdale dà sempre ragione a loro, e afferma che tutto quello che fanno è giusto sopra ogni dubbio. Spesso costringe gli altri, specialmente la sua segretaria, a placare i Clampett esaudendo le loro richieste più strane.
- Margaret Drysdale (stagioni 1-8), interpretata da Harriet E. MacGibbon.
È la moglie di Milburn, nobildonna di Boston, prova disprezzo verso i "campagnoli" e "zotici" Clampett, ma acconsente tacitamente a tollerarli per amore del marito e per questione di convenienza famigliare. Margaret odia particolarmente la nonna, con la quale spesso si scontra. L'anziano padre di Margaret ha sperperato gran parte del patrimonio di famiglia.
- Jane Hathaway (stagioni 1-9), interpretata da Nancy Kulp, doppiata in italiano da Liliana Jivino.[1]
Jane Hathaway, che i Clampett chiamano "Miss Jane", è la fedele ed efficiente segretaria del signor Drysdale. Jane è benvoluta dai Clampett, e lei si considera quasi parte della famiglia; persino la nonna, la più contraria allo stile di vita californiano, la apprezza. Sembra avere una perenne cotta per Jethro. Spesso la signorina Hathaway deve togliere dai pasticci il suo capo dalle situazioni assurde nelle quali si è cacciato, senza ricevere mai nemmeno un grazie da lui.
Nel 1999, TV Guide inserì Jane Hathaway alla posizione numero 38 nella sua lista "50 Greatest TV Characters of All Time".[2]
- Sonny Drysdale (stagioni 1-4), interpretato da Louis Nye
È il figlio della coppia, uno studente trentacinquenne fuori corso che non ha nessuna intenzione di mettersi a lavorare ed è un inguaribile "mammone". Fisicamente attratto da Elly May, la corteggia a lungo invano. Sonny appare in soli quattro episodi, tre volte nel 1962 e l'ultima volta nel 1966.

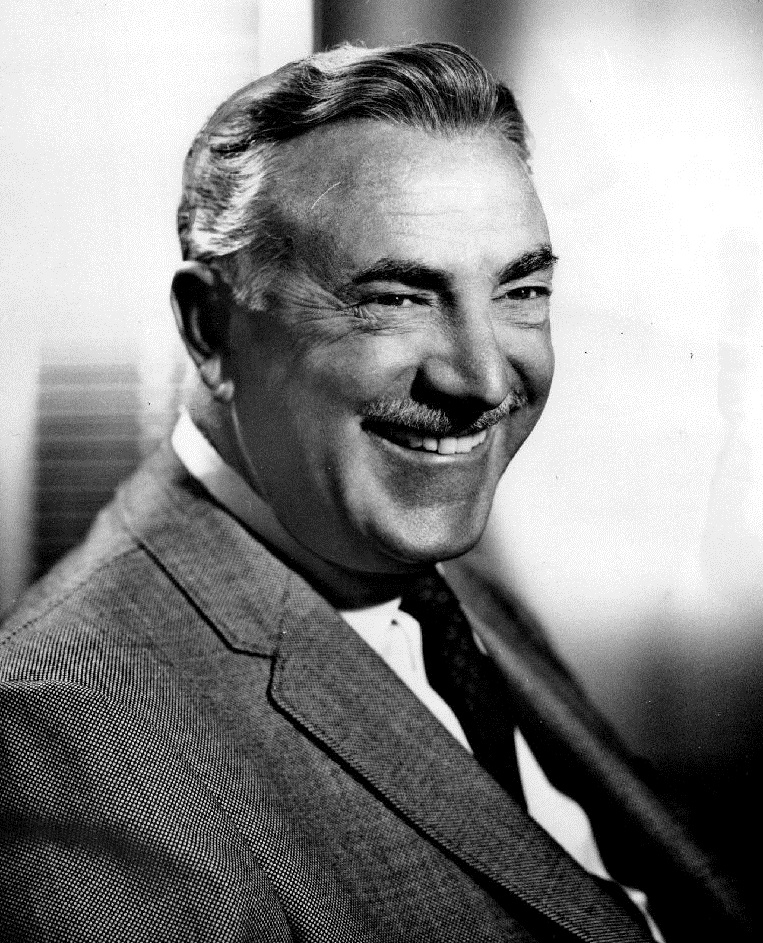
Raymond Bailey, interprete di Milburn Drysdale
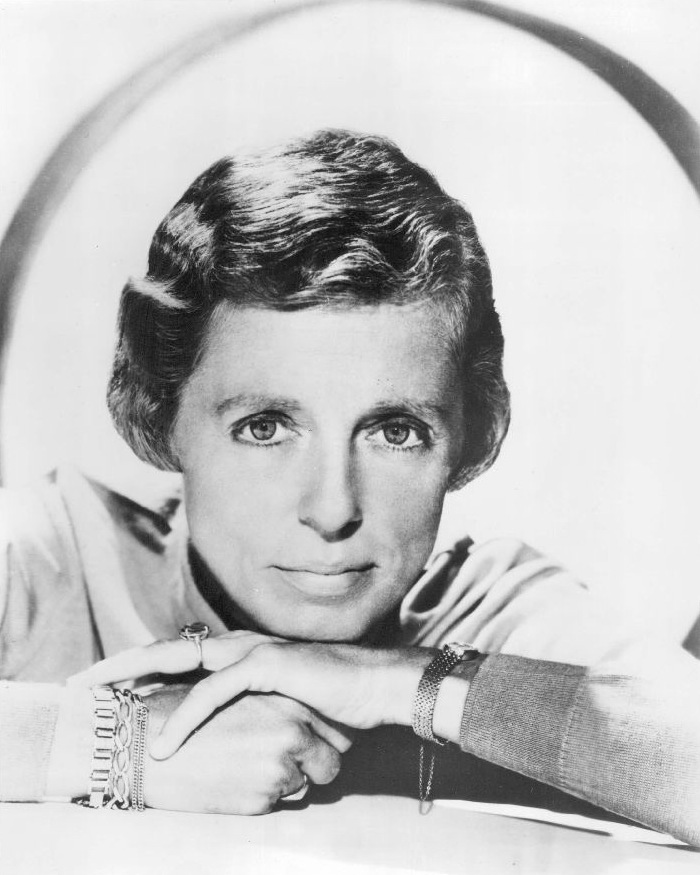
Nancy Kulp, interprete di Jane Hathaway
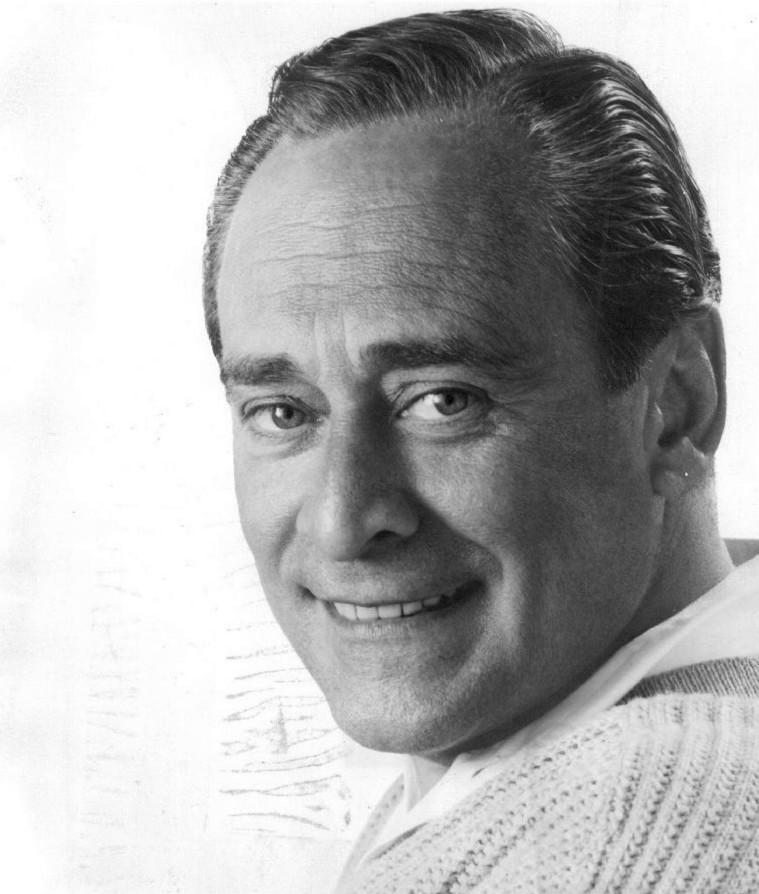
Louis Nye, interprete di Sonny Drysdale

## Altri personaggi
- Pearl Bodine (stagione 1), interpretata da Bea Benaderet.
È la madre vedova di Jethro. Nell'ultima stagione, nonna afferma che il marito di Pearl, Fred Bodine, morì annegato durante un incidente di pesca quando Jethro era ancora un bambino. Pearl divenne un personaggio molto popolare e fu una presenza fissa nel corso della prima stagione del programma (i titoli di coda furono addirittura rigirati per includere Pearl con gli altri membri della famiglia). Il personaggio scomparve dopo il primo anno perché Benaderet era nel frattempo diventata la star di un'altra produzione di Paul Henning, Petticoat Junction. È la figlia di Amos Clampett, lo zio di Jed.
- Jethrine Bodine (stagione 1), interpretata da Baer, doppiata originalmente da Linda Kaye Henning.
È la sorella gemella di Jethro. Si trasferisce insieme alla madre nella villa dei Clampett a Beverly Hills ma è una presenza molto sporadica all'interno della serie. Rimpiange di essersi trasferita in città a causa della separazione forzata dal suo fidanzato Jasper "Jazzbo" Depew, rappresentante di commercio. Più avanti nella stagione viene spiegato che Jethrine è ritornata a casa per sposare Depew, anche se il matrimonio non viene mai mostrato nella serie (e nemmeno il personaggio di Jethrine torna nella sitcom, anche se lei viene occasionalmente nominata). Jethro e Jethrine appaiono raramente insieme nella stessa scena, essendo interpretati dallo stesso attore, e quando succede quasi sempre di spalle e con l'ausilio di una controfigura.
- Dash Riprock (stagioni 3–7), interpretato da Larry Pennell.
È un aitante attore di Hollywood impiegato nello studio cinematografico di Jed. Elly May e lui si incontrano per la prima volta mentre l'uomo lavora come comparsa. Quando Dash vede la bellissima Elly in costume da bagno, è subito attratto da lei. I due hanno una breve e altalenante relazione sentimentale. In un episodio, il signor Drysdale costringe Dash a corteggiare Elly May per cercare di inserirlo nello show televisivo Crabman. Ad Elly inizialmente piace Dash e accetta di uscire con lui; Jethro, tuttavia, non si fida di Dash proprio per la sua natura da playboy.
- Lowell Redlings Farquhar (interpretato da Charles Ruggles; 3 episodi nelle stagioni 4 & 5) è l'anziano genitore della signora Drysdale. Nonna lo considera un suo potenziale spasimante.
- Lester Flatt (stagioni 1-7), interpretato da Lester Flatt.
Amico di vecchia data dei Clampett che viene a trovarli dalla campagna.
- Earl Scruggs (stagioni 1-7), interpretato da Earl Scruggs.
Amico di vecchia data dei Clampett che viene a trovarli dalla campagna.
- John Brewster (stagioni 1-5), interpretato da Frank Wilcox.
È il Presidente della OK Oil Company, con sede a Tulsa, che acquista dai Clampett il diritto di estrarre il petrolio dalla loro proprietà sulle montagne.
- Janet Trego (stagioni 2-4), interpretata da Sharon Tate.
È la bellissima segretaria della banca commerciale dei Drysdale.
La Tate venne successivamente assassinata dalla Family di Charles Manson poco tempo prima dell'inizio dell'ottava stagione di The Beverly Hillbillies.
- Sam Drucker (stagioni 7-8), interpretato da Frank Cady.
È il proprietario di un negozio a Hooterville. Nonna è convinta che lui voglia chiederle di sposarla, ma Sam non ci pensa nemmeno.
- Helen Thompson (stagioni 8-9), interpretata da Danielle Mardi.
È la bella segretaria britannica della banca commerciale. Helen prende il posto di Jane Hathaway come assistente del signor Drysdale dopo che lei ha dato le dimissioni.
- Shorty Kellums (stagioni 8-9), interpretato da Shug Fisher.
È un vecchio amico di Jed, con il quale Jed si riunisce nel 1969 quando i Clampett tornano per un po' di tempo in campagna. Shorty ha una passione sfrenata per le ragazze molto più giovani di lui.
- Elverna Bradshaw (stagioni 1-8), interpretata da Elvia Allman.
È l'antica rivale della nonna in campagna, inguaribile pettegola e sua acerrima nemica. Compare brevemente nel 1963 quando i Clampett tornano momentaneamente sulle montagne per portare Pearl in California, ma non si vede più fino al 1969, quando la famiglia torna al paese d'origine per un lungo periodo. Tuttavia, viene costantemente nominata sia da nonna che da Jed lungo tutto l'arco della serie. Elverna e nonna ravvivano la loro faida scommettendo chi tra la figlia di Elverna e Elly May si sposerà per prima.
- Matthew Templeton (stagione 8), interpretato da Roger Torrey.
 Matthew è un predicatore che nonna vorrebbe sposasse Elly. Sfortunatamente, nonna viene poi a conoscenza che l'uomo è già sposato.
- Mark Templeton (stagione 9), interpretato da Roger Torrey.
Un anno dopo, in California, Elly incontra il fratello di Matthew, Mark Templeton, un biologo marino. Il personaggio di Mark Templeton viene poi bruscamente eliminato, sebbene venga lasciato intendere che lui ed Elly si sarebbero probabilmente sposati nel proseguimento della stagione; tuttavia, lo show venne cancellato alla fine dell'anno.
- Cugino Roy (stagioni 6-7), interpretato da Roy Clark
È un parente dei Clampett che viene dalla campagna; appare in tre puntate come aspirante cantante country.
- Homer Cratchit (stagione 7), interpretato da Percy Helton, doppiato in italiano da Manlio Guardabassi.[1]

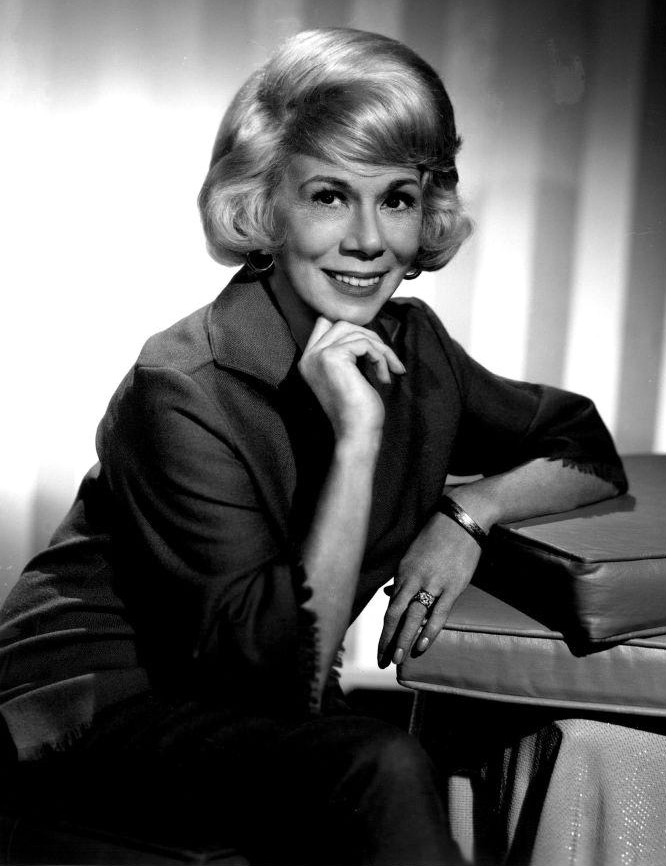
Bea Benaderet, interprete di Pearl Bodine
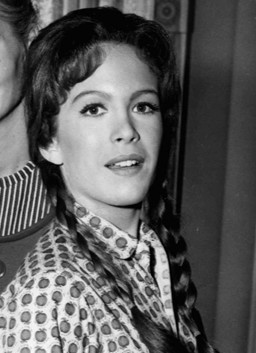
Linda Kaye Henning, interprete di Jethrine Bodine
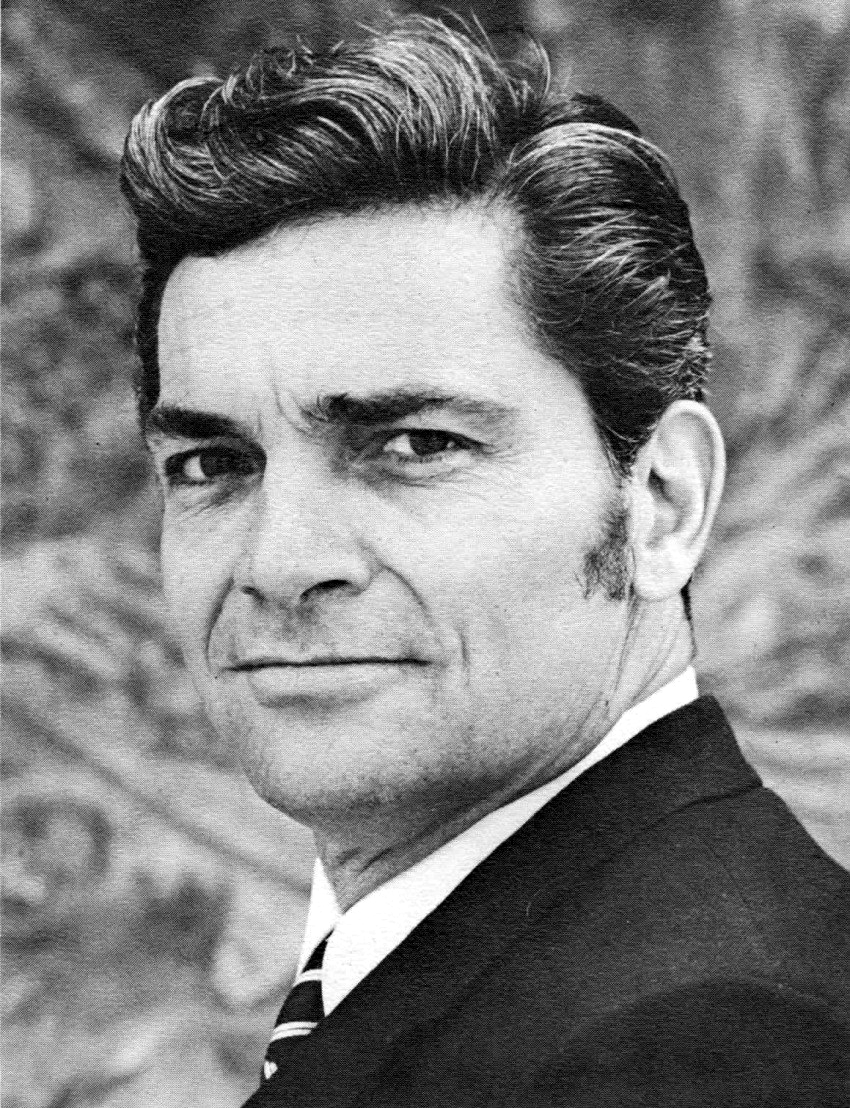
Larry Pennell, interprete di Dash Riprock
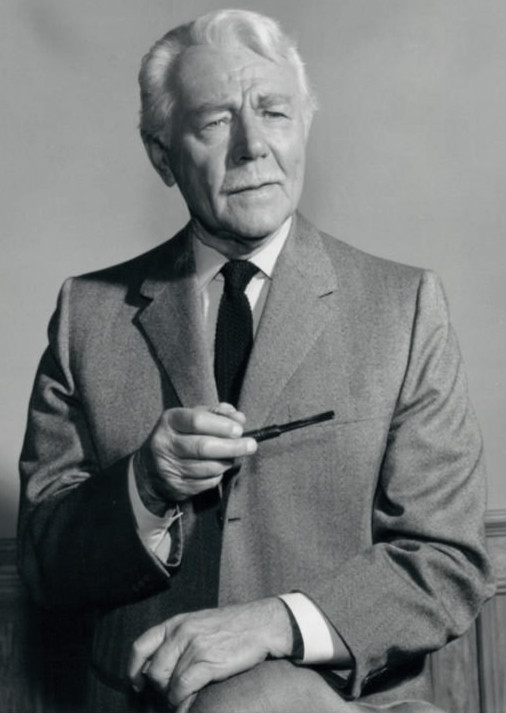
Charles Ruggles, interprete di Lowell Redlings Farquhar
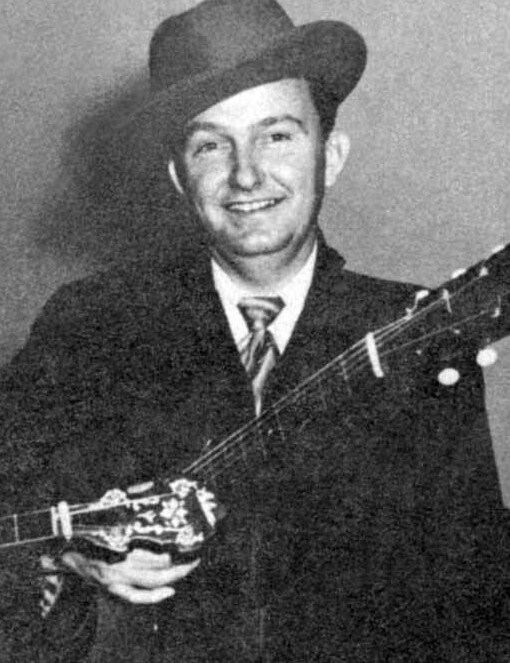
Lester Flatt interpreta sé stesso
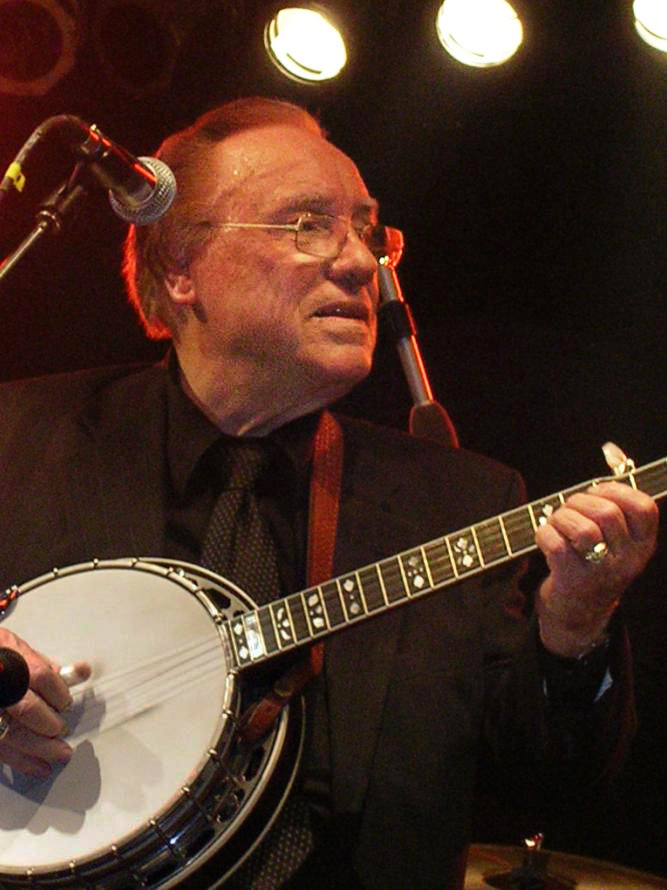
Earl Scruggs interpreta sé stesso
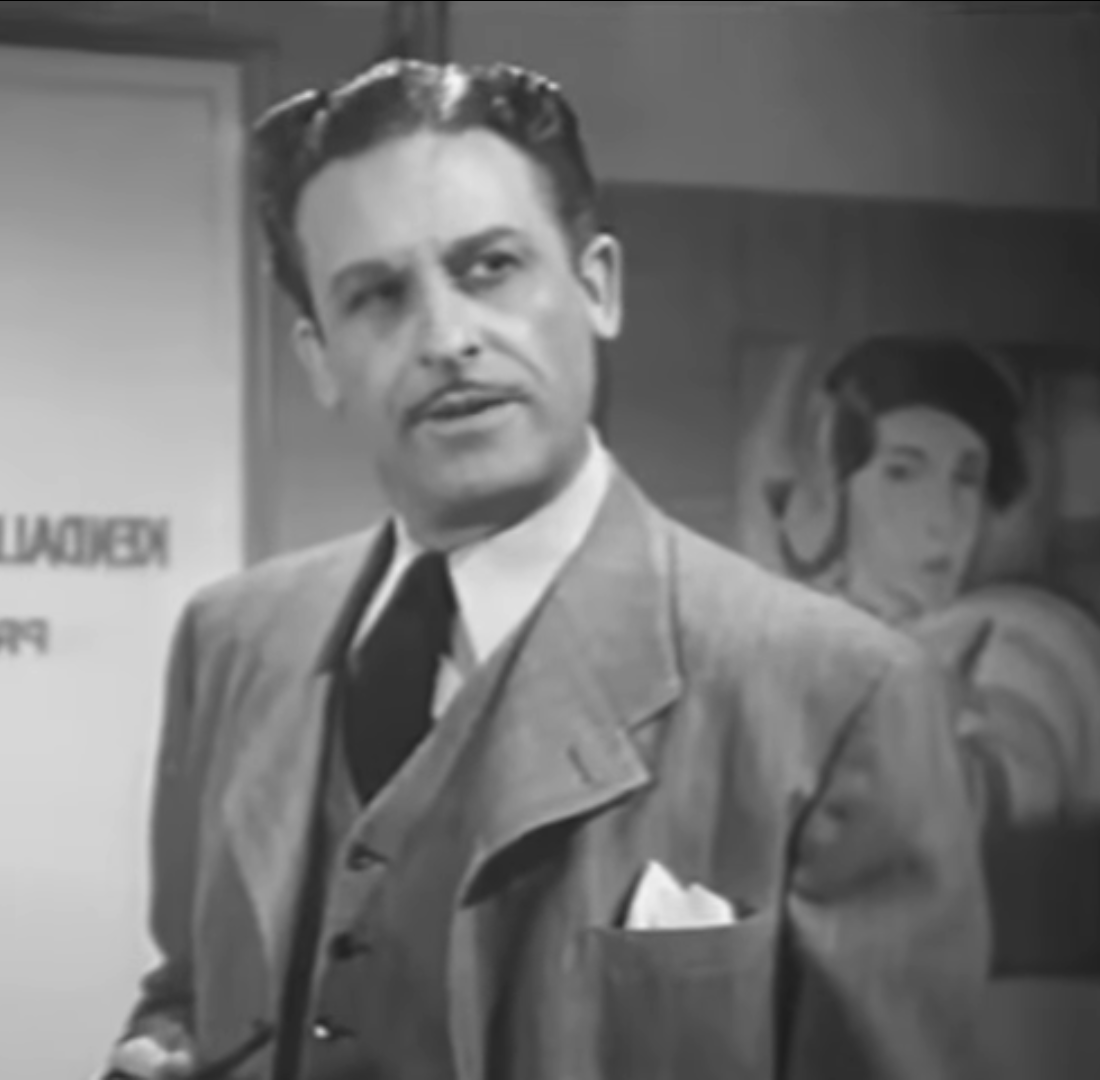
Frank Wilcox, interprete di John Brewster
Sharon Tate, interprete di Janet Trego
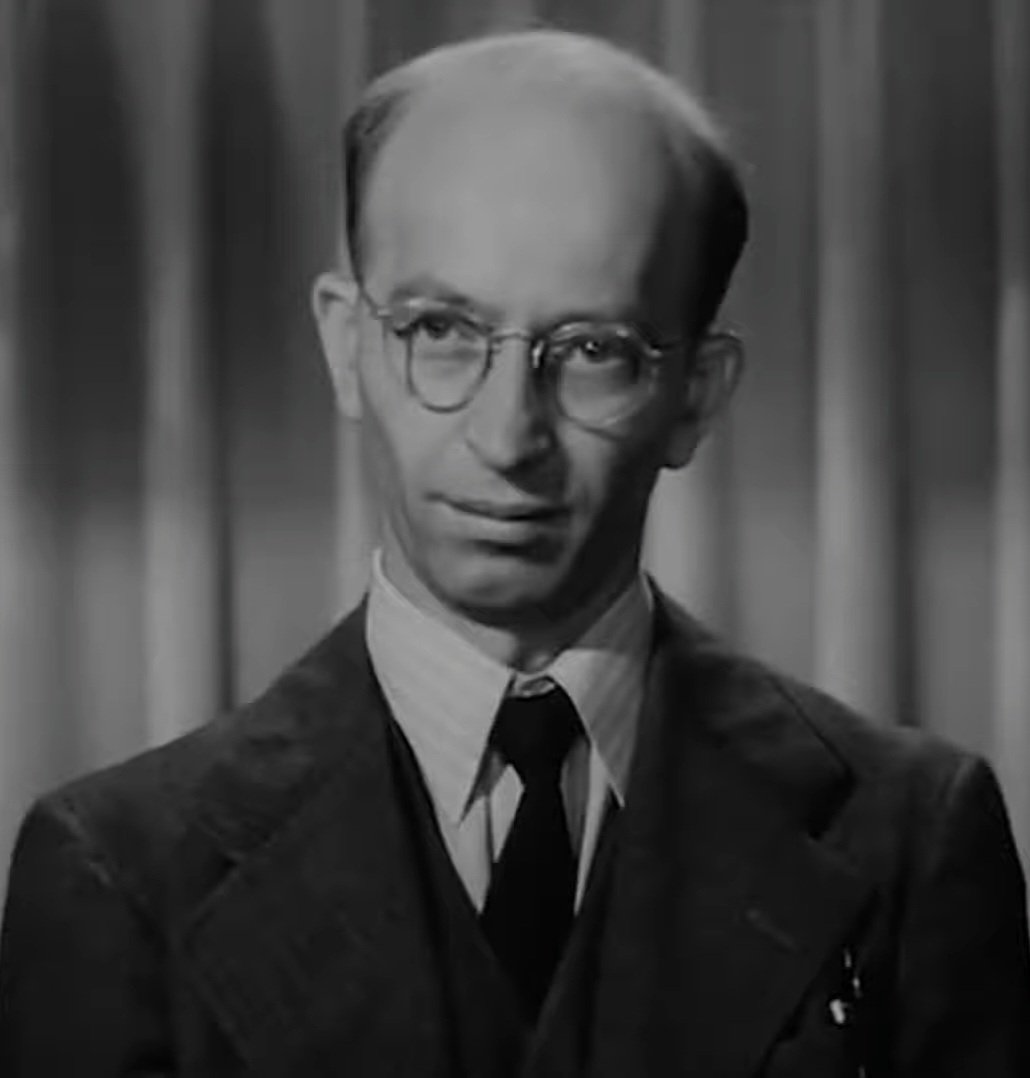
Frank Cady, interprete di Sam Drucker
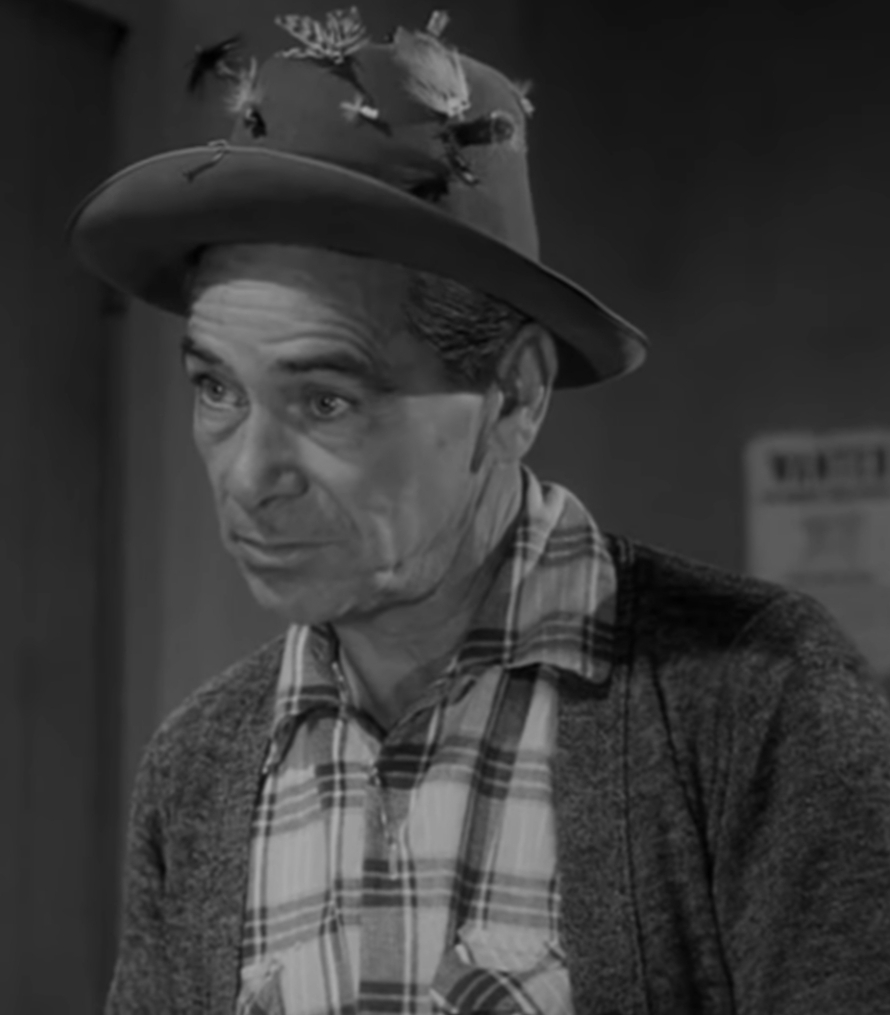
Shug Fisher, interprete di Shorty Kellums
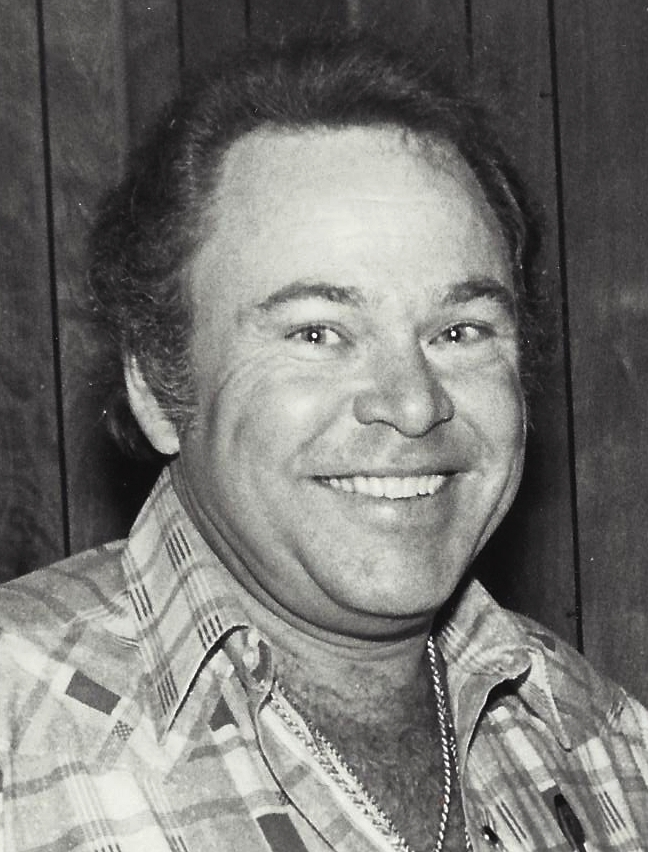
Roy Clark, interprete di Cugino Roy
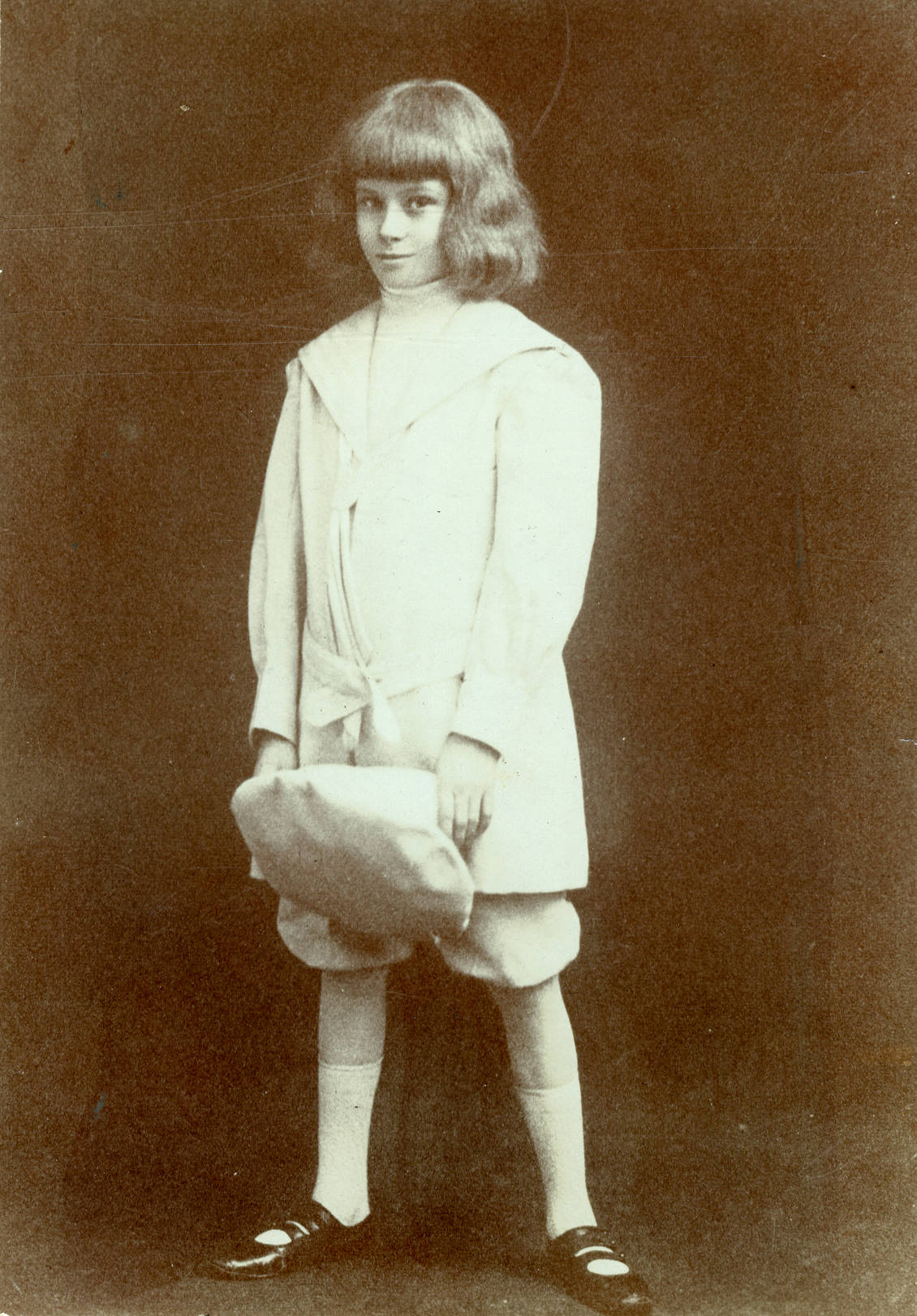
Percy Helton, interprete di Homer Cratchit